# Verkaufsförderung

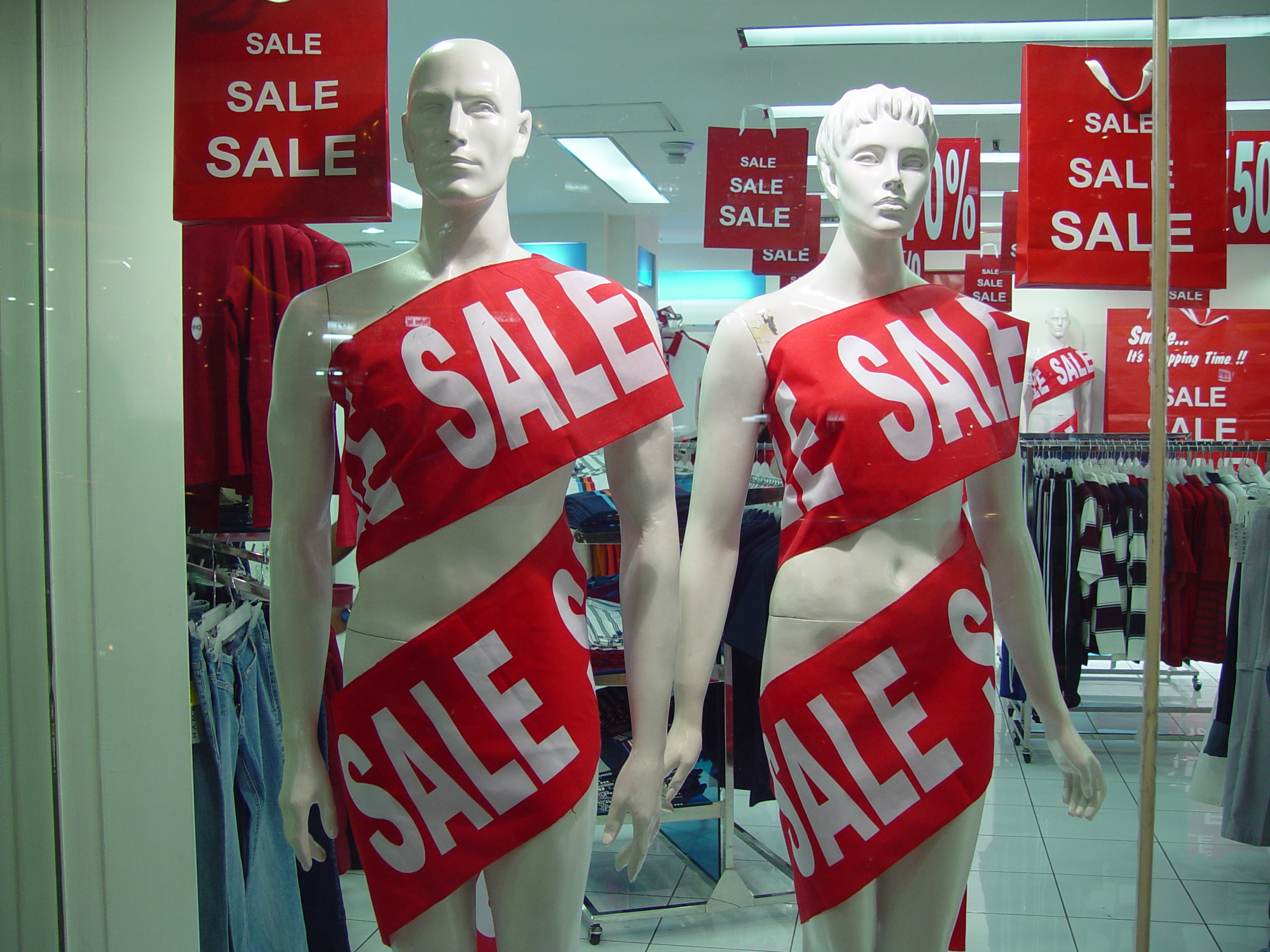
Konsumentengerichtete Verkaufsförderung durch Ausverkauf und Sonderangebote

Als Verkaufsförderung (engl. Sales Promotion) werden innerhalb der Kommunikationspolitik des Marketings alle zeitlich befristeten Aktivitäten mit Aktionscharakter zusammengefasst, die der Aktivierung der Marktbeteiligten (Vertriebsorgane, Händler, Kunden) zur Erhöhung von Verkaufsergebnissen dienen und andere Marketing-Maßnahmen unterstützen. „Während Werbung einen Kaufgrund gibt, bietet Verkaufsförderung einen Anreiz, den Kaufakt zu vollziehen oder voranzutreiben“ (Kotler/Bliemel 2004). Verkaufsförderung kann an Verbraucher, an den Außendienst, sowie an den Handel gerichtet werden. Wie in der Kommunikation unterscheidet man hier zwischen den Kanälen B2B (Business-to-Business) und B2C (Business-to-Consumer). Je nach Adressat variiert die Erscheinungsform der Verkaufsförderung, wobei zwischen kurz- und langfristiger Verkaufsförderung unterschieden werden kann.

## Erscheinungsformen
Durch den Promoter lassen sich bestimmte Maßnahmen vornehmen, wie Cross-Promotion oder Kooperationssampling um den Verkauf zu fördern. Die genauere Form bestimmt sich aus der Zielsetzung.

### Handels-Promotions
Handels-Promotions  (Trade, Dealer oder Retailer Promotions) sind vom Hersteller an den Handel gerichtet. Der Hersteller verfolgt damit das Ziel, ein Produkt zu bewerben d. h. eine Verkaufsförderungsaktion an den Endverbraucher durchzuführen. An den Handel gerichtete kurzfristige Verkaufsförderungsmaßnahmen sind zum Beispiel Verkaufsbriefe und Aussendungen, Displaymaterial für Schaufenster und Verkaufsräume sowie Partneraktionen. Ein Händlerbeirat, eine Infozentrale für den Handel, Seminare und Referate werden zu den langfristigen Verkaufsförderungsmaßnahmen gezählt.

### Konsumentengerichtete Promotions
Konsumentengerichtete Promotions (Consumer Promotions) richten sich an den Konsumenten und können sowohl vom Hersteller aus erfolgen (Verbraucher-Promotions, zum Beispiel die Organisation eines Events auf dem Parkplatz eines Supermarktes), als auch durch den Handel initiiert werden (Händler-Promotions, zum Beispiel ein Sonderangebot mit Displayunterstützung infolge einer Handelspromotion). Bei den Instrumenten der konsumentengerichteten Verkaufsförderung wird insbesondere zwischen Preis-Promotions (zum Beispiel Sonderangebote, Sonderpackungen, Coupons, Treuerabatte) und Nicht-Preis-Promotions (zum Beispiel Handzettel, Beilagen, Displays, Warenproben, Gewinnspiele) unterschieden. Zu den kurzfristigen, an den Verbraucher gerichteten Verkaufsförderungsmaßnahmen zählen Sonderangebote, Rabatte, Gutscheine, Handzettel und Aussendungen. Als langfristig werden dahingegen Verbraucherzeitungen, Produkte mit Zusatznutzen, neue Konsum- und Anwendungsideen und Ähnliches bezeichnet.

### Außendienst-Promotions
Ob Außendienst-Promotions (Staff Promotions oder Sales Force Promotions) ebenfalls ein Bestandteil der Verkaufsförderung sind, ist in der Literatur umstritten. Die Zielgruppe bei Außendienst-Promotions ist der eigene Vertrieb. Durch Schulungen, Prospekte, Prämien oder Außendienstwettbewerbe sollen die Verkäufer zur intensiveren Marktbearbeitung angeregt werden.

### Absatzförderung
Absatzförderung als Teil der Verkaufsförderung dient nicht allein dazu, den Kaufakt zu vollziehen oder voranzutreiben, sondern vor allem einen Mehrabsatz zu erzielen. Wird ein Produkt zum halben Preis verkauft, so ist das Verkaufsförderung, wird stattdessen die Aktion mit „zwei Packungen zum Preis von einer“ beworben, so hat der Kunde denselben Preisvorteil, er zahlt ebenso nur die Hälfte des Normalpreises für das Produkt, er kauft aber zwei Packungen, was den Absatz (und meistens den Konsum) fördert.

## Abgrenzung
Nach Heribert Meffert grenzt sich die Verkaufsförderung von der Kontrahierungspolitik ab, die z. B. mit Hilfe von Zugaben, Zahlungszielen oder verbesserten Lieferungs- und Zahlungsbedingungen den Distributor oder Kunden unterstützt. Die Verkaufsförderung grenzt sich auch vom Merchandising durch die fehlende Wertschöpfung der Maßnahme an sich ab. Handelsvertreter, Händler und Kunden werden viel mehr angereizt, sich im Vorfeld des Verkaufsvorganges mit den Angeboten und der Präsentation intensiver zu identifizieren. Gegenüber der Werbung steht nicht die Produktbotschaft oder das Leistungsversprechen bzw. ein Image im Mittelpunkt, sondern die sachliche Unterstützung beim Abverkauf an sich oder, im Falle der Kunden-Promotion, die Verkostung als unmittelbarer Kaufanreiz oder die Generierung von Adressen für die eigentliche Produktwerbung. Hier liegen allerdings in der Tat Überschneidungen mit klassischen Werbezielen vor.

## Ablauf
Nach Auftragserteilung an eine Agentur werden (meist bundesweit) Kandidaten aus dem Pool der freien Mitarbeiter (Promoter) für einen speziellen Auftrag ausgewählt. Im folgenden Durchgang müssen die Promotoren erst noch auf die speziellen Belange des Auftrages vorbereitet werden. Dies geschieht meist durch Schulungen, deren Zeitaufwand zwischen wenigen Minuten und mehreren Tagen liegen kann. Im Anschluss an die Schulungen werden die Aufträge für die freien Mitarbeiter definiert und vergeben.

## Ziele
Die Hauptziele von Verbraucherpromotions sind neben der Gewinnung von Erst-, Versuchs- und Wiederkäufern die Kauf- und Verwendungsintensivierung sowie die Erhöhung der Bekanntheit und des Marken-Goodwill. Handelspromotions zielen darauf, dem Handel einen besonderen Anreiz zu bieten, das Produkt verstärkt oder überhaupt zu kaufen und durch besondere Maßnahmen seinen Abverkauf zu unterstützen. Staff-Promotions sorgen für Motivation und stimulieren den direkten Verkauf.

### Zielkonflikte zwischen Hersteller und Handel
Hersteller und Handel sind aufeinander angewiesen; eine Auflösung dieser Zwangsgemeinschaft ist auch auf lange Sicht nicht erkennbar. Beide Seiten verfolgen das Ziel, Absatz oder Umsatz und Gewinne zu maximieren sowie ihre jeweilige Marktbedeutung auszubauen. Auf beiden Seiten gibt es Konzentrationsentwicklungen, d. h. die Gewichtung zwischen Großen und Kleinen entwickelt sich auf beiden Seiten immer mehr zugunsten der Großen. Doch damit enden die Gemeinsamkeiten. Die Zielkonflikte liegen aufgrund der unterschiedlichen Positionen der beiden Seiten auf der Hand:

#### In der Produktpolitik
Der Hersteller ist bestrebt, ein sauberes Produkt- und Markenimage basierend auf einer stringenten Positionierung aufzubauen. Es ist Teil seiner Strategie, sein Produktsortiment hinsichtlich Variationen, Packungsgrößen und Innovationen immer aktuell auf die Bedürfnisse seiner Zielgruppe auszurichten und gegen Konkurrenzmarken abzusichern. Natürlich tut er dies basierend auf Markt- und Konsumforschung. Dem Handel liegt die Gestaltung seines Sortiments am Herzen – nach seinen eigenen Kriterien, von der eigenen Positionierung und seinem angestrebten Image über die Fokussierung auf ertragsorientierte Sortimentsgestaltung bis hin zur Förderung seiner eigenen Marken. Fairerweise muss man dem Handel zugutehalten, dass er auch bestrebt ist, seinen Kunden mehrere Marken zu präsentieren, und ihm daher ein Wettbewerb der Hersteller um seinen begrenzten Regalplatz nur recht ist.

#### In der Preispolitik
Für den Hersteller bildet der Preis einen wesentlichen Teil seiner Markenpositionierung, der zunächst unantastbar bleibt. Idealerweise strebt der Hersteller niedrige Handelsspannen und ein klares Konditionenpaket (Rabatte/Boni/Serviceleistungen/Arbeitszuschläge) an, das er bei allen Handelspartnern in der Relation identisch halten kann. Für den Handel sind aufgrund der Konkurrenzsituation der Preis und Preisreaktionsmöglichkeiten die wichtigste Handlungsebene in seinem Marketing. Von daher ist für ihn eine variable Preisgestaltung mit möglichst hoher Handelsspanne oberste Priorität.

#### In der Distributionspolitik
Für den Hersteller sind möglichst große Bestellmengen und eine hohe Distributionsdichte bei allen wichtigen Handelspartnern wesentlich und in dieser Kombination auch das Nonplusultra. Idealerweise sollte der Handel sein gesamtes Produktsortiment abnehmen und durch bevorzugte Platzierung auch die Grundlage für den schnellen Abverkauf schaffen. Es wäre wünschenswert, wenn das Personal des Handels auch genügend warenkundliches Know-how hätte, um eine gute Beratung der Kunden zu gewährleisten. Der Handel würde Just-in-time-Lieferung kleinerer Mengen zur Vermeidung und/oder Verringerung von Transport- und Lagerkosten bevorzugen. Natürlich würde eine selektive oder gar exklusive Distribution seinen Imagezielen näherkommen. Hinsichtlich der Platzierung sieht der Handel sich im Rahmen seiner Sortimentsgestaltung und -gewichtung eindeutig als federführend und alleinig kompetent. Produkte, die Beratung brauchen, haben es schwer bei ihm.

#### In der Kommunikationspolitik
Der Hersteller tut alles, um Produkt- und Markenbekanntheit zu steigern und über die Kommunikation das Produkt vorzuverkaufen. Für ihn ist der Aufbau von Markentreue und damit verbunden die Bindung der Verbraucher an das Produkt grundlegend. Idealerweise will er mit seinem Kommunikationsdruck im Handel Nachfragedruck erzeugen. Die Platzierung von Verkaufsförderungsmaßnahmen und -mitteln in den Geschäften ist Teil seiner Kommunikationsstrategie. Für den Handel ist die Kommunikation vorrangig ein Instrument zur Durchsetzung der eigenen Positionierung, zur Erhaltung der Kundenfrequenz in den Geschäften sowie der Bindung und Gewinnung von Kunden. Die Platzierung von Hersteller-Verkaufsförderungsmaßnahmen in seinen Geschäften sieht er eher kritisch und hinsichtlich seines Corporate-Auftritts oft kontraproduktiv.

## Rechtliche Bewertung in Deutschland
Verkaufsförderungsmaßnahmen müssen in Deutschland dem Transparenzgebot des § 4 UWG entsprechen, denn von ihnen geht naturgemäß eine starke Anlockwirkung aus. Deshalb müssen die „Bedingungen für ihre Inanspruchnahme“ angegeben werden und zwar „klar und eindeutig“. Die Bedingungen sind dabei, zum einen der berechtigte Personenkreis (Kunden, jedermann, Menschen die in einem bestimmten Zeitraum Geburtstag haben usw.) und zum anderen die Modalitäten der Inanspruchnahme (Mengenbeschränkungen, Dauer usw.) Die Angaben müssen ausreichend, also ohne Schwierigkeiten, wahrnehmbar (lesbar, hörbar) und verständlich sein.
Beispiele: Wenn die Aktion nur für einen bestimmten Zeitraum gelten soll, so müssen Anfang und Ende angegeben und nach dem Kalender bestimmt oder bestimmbar sein. Die Angabe „nur 14 Tage gültig“ in einer Zeitungsbeilage reicht nicht aus. Sollen nur einzelne Artikel reduziert werden, so muss der genaue Rabatt angegeben werden. Werden hingegen ganze Gruppen reduziert, reicht ein „bis zu x% reduziert“ aus.

## Berufsverbände
Im Bereich Verkaufsförderung hat sich bis heute kein deutschsprachiger Berufsverband durchgesetzt. Es gab einige Versuche von Agenturen, die jedoch einen kommerziellen Hintergrund hatten und scheiterten. Eine Dachorganisation finden Verkaufsförderer im Berufsverband der Verkaufsförderer und Trainer mit Sitz in Köln (BDVTREW).